# La Vallée des rois
Pour les articles homonymes, voir Vallée des rois (homonymie).
Pour plus de détails, voir Fiche technique et Distribution.
La Vallée des rois (Titre original : Valley of the Kings) est un film américain de Robert Pirosh sorti en 1954. Inspiré de l'ouvrage Des Dieux, des Tombeaux, des Savants de C.W. Ceram publié en 1952, il a été tourné en Égypte et en Californie.

## Synopsis
En 1900 Ann Mercedes (Eleanor Parker) se rend près du Caire avec son mari Philip (Carlos Thompson) et Mark Brandon (Robert Taylor). Elle s’intéresse à la tombe du pharaon Rahotep. Après de multiples péripéties, elle cherche à prouver le lien avec le tombeau de Joseph.

## Fiche technique
- Réalisateur : Robert Pirosh
- Scénariste : Robert Pirosh et Karl Tunberg d'après le roman de C.W. Ceram
- Musique du film : Miklós Rózsa
- Image : Robert Surtees
- Montage : Harold F. Kress
- Directeurs artistiques : Cedric Gibbons et Jack Martin Smith
- Décoration plateaux : Jack D. Moore et Edwin B. Willis
- Création des costumes : Walter Plunkett
- Société de production et de distribution : Metro-Goldwyn-Mayer
- Durée : 86 minutes

## Distribution
- Robert Taylor (VF : Jean Davy) : Mark Brandon
- Eleanor Parker (VF : Nadine Alari) : Ann Barclay Mercedes
- Carlos Thompson (VF : Jacques François) : Philip Mercedes
- Kurt Kasznar : Hamed Backhour
- Victor Jory : le chef Taureg
- Leon Askin :
- Aldo Silvani :
- Samia Gamal :
- Leora Dana